# Diatraea saccharivora
Diatraea saccharivora là một loài bướm đêm trong họ Crambidae.